# Diocèse d'Haderslev
Le diocèse de Haderslev est l'un des diocèses de l'Église luthérienne du Danemark. Son siège épiscopal se situe à la cathédrale d'Haderslev.
Son territoire couvre l'est du Danemark-du-Sud.